# Královec (okres Trutnov)
Královec (do roku 1946 a německy Königshan) je obec v okrese Trutnov v Královéhradeckém kraji. Žije zde 185 obyvatel.

## Historie
První zmínky o obci jsou z roku 1007, kdy Albrecht Trautenberg (trutnovský) daroval Franzi Hirschbergerovi část lesa, kde byly krásné, silné v pravdě královské stromy. Lesu říkali Königshein. Hirschberger tam chtěl postavit i krčmu.V dalším období byli majiteli střídavě Žacléř a Grüssau (Kreszow). Podle zachovalé listiny daroval kníže Bolko I. 8.9.1292 Královec cisteriánům v Grüssau.
Christoph Gendorf, pocházející z Jáchymova, dosáhl toho, že
1533 koupil vrchlabské panství, založil město se všemi právy
1541 mu patřil dědičně Žacléř s Královcem i pro jeho potomky
1546-48 stavěl zámek u Vrchlabí.
1547 dostal do zástavy Trutnov,
1542 dokonce i Žacléř s okolím. Jeho panství se rozprostíralo od Adršpachu po   Vrchlabí. Mezi Královcem a Lamperticemi hledal rudu, ale našel černé uhlí.
Měl 8 dcer, kromě Sybily, která zemřela ve 23 letech se všechny provdaly, většinou 2x. Panství si rozdělily dle práva dědičného. 
Královec patřil pravděpodobně Benigře, která měla za 1. manžela Jana Silvára z Pilníkova nebo Eleonoře. Ch. Gendorf Zemřel 6.8.1563 v Trutnově, kde je i pochován. 
2.4.1599 patřil Královec se Žacléřem Trutnovu
14.12.1599 byly Královec, Bernartice, Lampertice a Bečkov prodány
opatu z Grüssau za 13000,- kop zlatých (florinů).
1620 patřil Královec opět k Žacléři.
1727 byly vytyčeny hranice mezi Žacléřem a Grüssau.
Na kamenech je vyznačen dnes neznámý letopočet a znaky jesuitů ze Žacléře a opata z Grüssau.
Roku 1775 byly pozemky Královce propachtovány a dne 31.10.1790 byla s pachtýři podepsána kupní smlouva o prodeji pozemků.
   Za třicetileté války „lágrovali“ v Královci Švédové. V roce 1635 vyhořelo vše, až na 1 stodolu a 1 dům. Žacléřští jesuité převzali 4 koně, 1 vola, 20 krav, 20 telat, 10 prasat a 300 ovcí.
Za války o dědictví rakouské (1740-48) táhla roku 1745 obcí vojska Slezska. Přitom vyhořelo 8 domů a 10 stodol.
Za války o dědictví španělské 1701-1714, o dědictví rakouské 1740-1748 i v sedmileté válce 1756-1763 trpěl i zdejší kraj.
Kronikář napsal „trpěli lidé, lesy, pole i dobytek“. Po sedmileté válce platila za nejbohatší obec Zlatá Olešnice, kde měli 8 koní a 3 voly. Někde neměli vůbec nic.
Do 19. století se ves jmenovala Königshan, poté se zavedl název Königshein a od roku 1883 nařízením ministerstva vnitra Königshan. Na základě vyhlášky č.123/1947 byla obec v roce 1946 přejmenována na Královec. 
    Kolem roku 1840 bylo v Královci 100 domů a v nich žilo 26 rolníků
4 zahradníci-rolničci, 70 drobných řemeslníků a dalších soukromníků. Celkem zde žilo 640 obyvatel, z toho 284 mužů, 256 žen a všichni byli vyznání katolického.
Mimo jiné zde byly řeznické , pekařské, kovářské živnosti a v domech u cesty byly vinárny, ve kterých majitelé obchodovali s vínem z Uher a Slezska. Proto byla v Královci celnice s byty pro celníky a sice pro 1 vedoucího (tehdy kolem roku 1840 pan Wenzel Poryk), pro kontrolora a závoráře. Druhý závorář a celní aktivista bydleli ve vsi.
   Za clo bylo ročně vybráno průměrně 60000 florinů. Kromě toho na mýtě od vozků i pěších asi 500 florinů.
Do roku 1868 byla celnice jako hlavní, potom vedlejší II. třídy. 
Dne 2.9.1833 se údajně na celnici převlékal a přepřahal car Mikuláš I. z Ruska.
Od roku 1830 byly v Královci kasárna s 6 muži pohraniční stráže.
Ve Dvorcích majoritního pána z Maierhofu se chovaly ovce.
Královec je předělem mezi Odrou a Labem. Černý potok teče do Bobru a Dlouhý do Líčně.
V obci byly 4 rybníky. Dva byly odvodněny v roce 1770, třetí v roce 1840 a čtvrtý zbyl s málem vody a proto zanikl taktéž.
Kaple Sv. Jana Nepomuckého byla postavena roku 1812. V první čtvrtině 20. století byla zbořena a postaven kostel Sv. Jana Nepomuckého. Na původním místě kaple zůstala zachována socha SV. Jana Nepomuckého z roku 1762.
Do roku 1946 nesla obec název Königshan. Protože se Královec nachází v širokém Královeckém sedle a ne v úzkém průsmyku, panovaly obavy, že Hitler zaútočí na Československo jednou z hlavních sil právě tudy. Proto byla několik kilometrů odtud zahájena stavba jedné z největších dělostřeleckých tvrzí Stachelberg v Babí, která měla svou mohutnou palbou pokrýt celý prostor sedla.

## Doprava
Obcí prochází silnice I/16 z Trutnova směrem do Polska a II/300 do Žacléře a dále do Trutnova. Nachází se zde bývalý silniční a železniční hraniční přechod Královec-Lubawka do Polska. Oba přechody byly do roku 1989 středně využívány. Více byl využíván ten železniční a to pro nákladní přepravu. Osobní zde nebyla. I po začlenění České republiky do schengenského prostoru mají nadále svá omezení. Silniční přechod je limitován pro nákladní vozidla s hmotností do 9 tun avšak po otevření dálnice na polské straně S3 se provoz výrazně zvýšil a i z tohoto důvodu se ŘSD snaží uspíšit po delších peripetiích ohledně tendru na dostavbu D11 Trutnov-hraniční přechod výstavbu dálnice. Vlak zde nyní projíždí denně a to z Trutnova do Královce a dále pravidelným spojem Královec - Lubawka - Sędzisław přičemž provozovatelem spoje je společnost GW Train Regio. jen několikrát týdně. Z české strany se nyní aktivně buduje dálnice D11 Jaroměř–Královec.

## Pamětihodnosti
- Kostel svatého Jana Nepomuckého
- Socha svatého Jana Nepomuckého
- Pomník padlým v I. světové válce od Emila Schwantnera

### Zaniklé památky
Jihovýchodně od obce, pod vrchem Královecký Špičák, se nacházela kaple neznámého zasvěcení a Křížová cesta. Z poutního místa se dochoval pouze pískovcový kříž s Kristem.

## Významní rodáci
- Emil Schwantner (1880–1956), českoněmecký sochař
- Ekard ze Schwoben (1560–1595), římskokatolický kněz

## Galerie

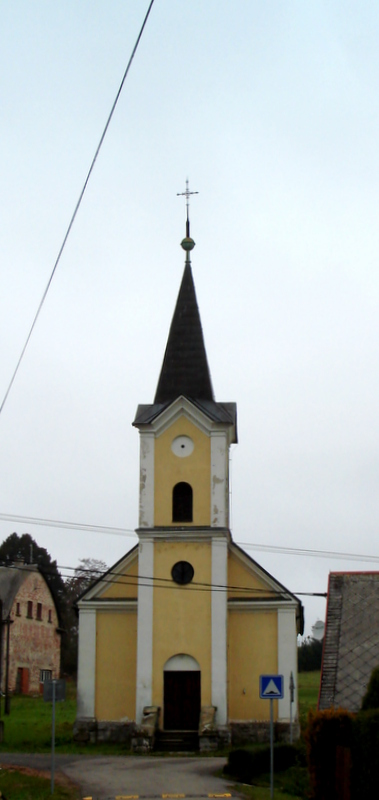
Kostel sv. Jana Nepomuckého
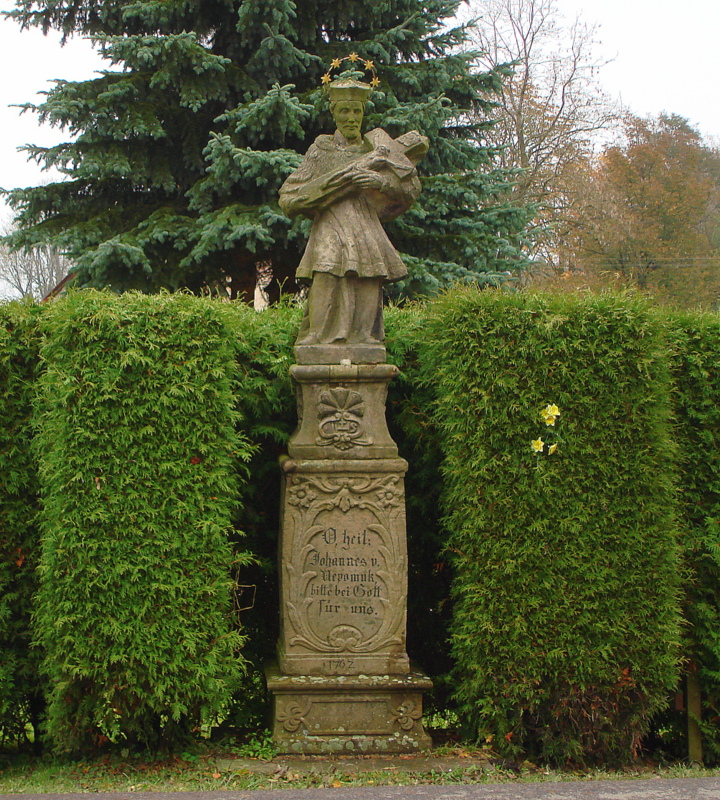
Socha sv. Jana Nepomuckého
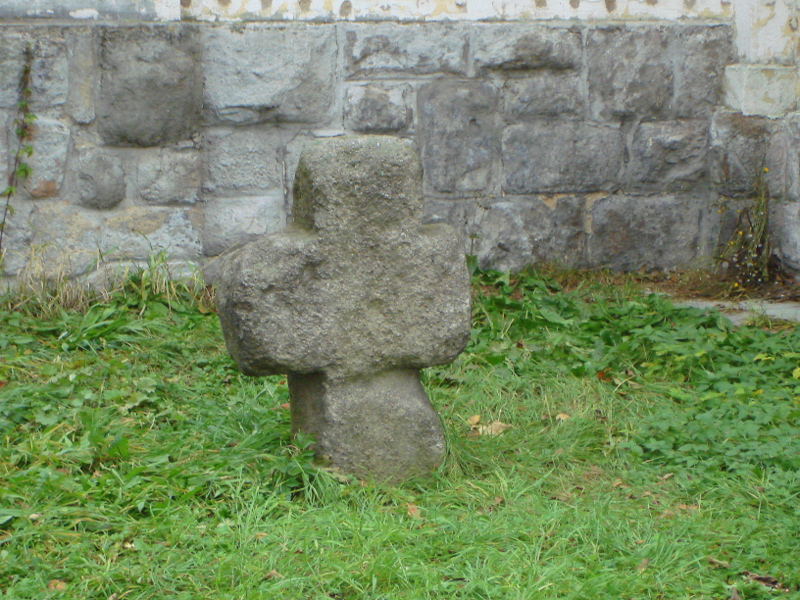
Smírčí kříž
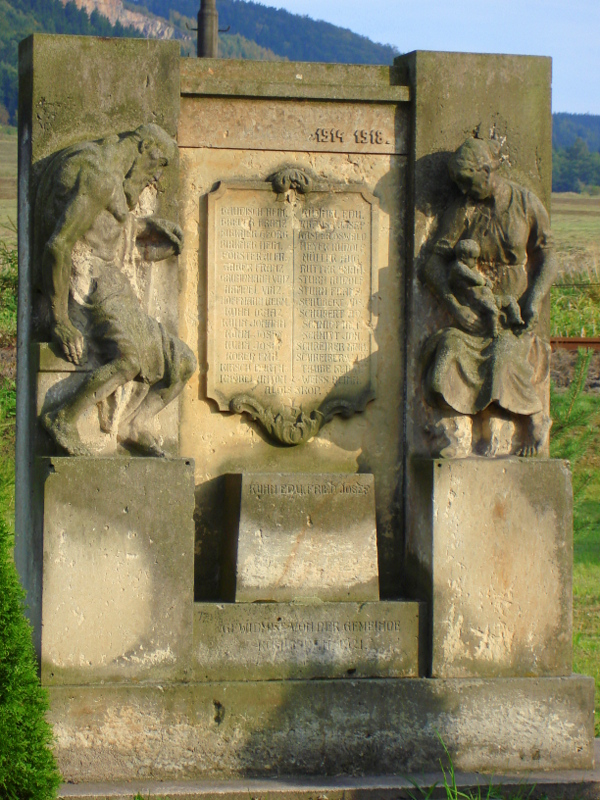
Pomník padlým v 1. světové válce
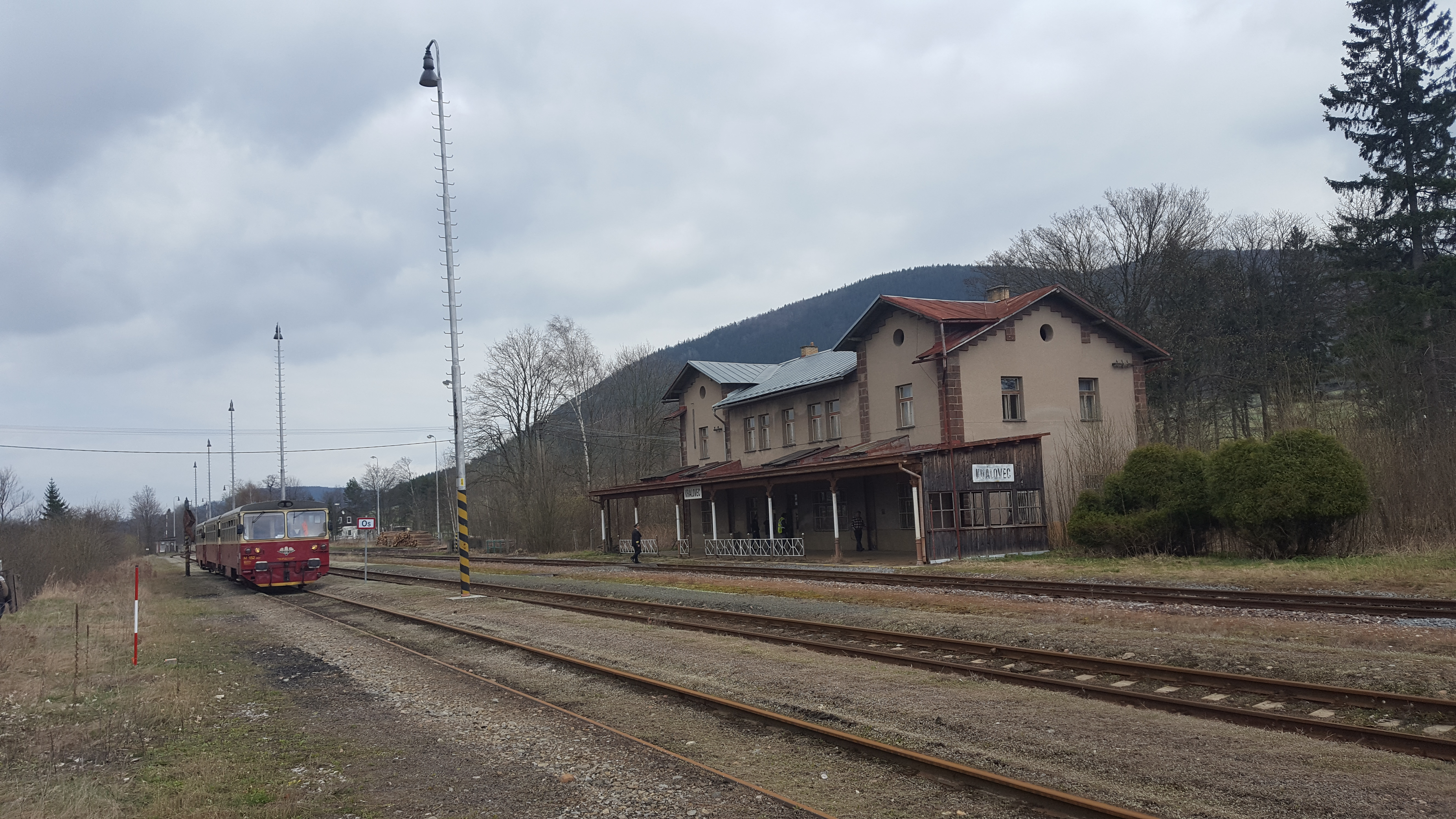
Železniční stanice
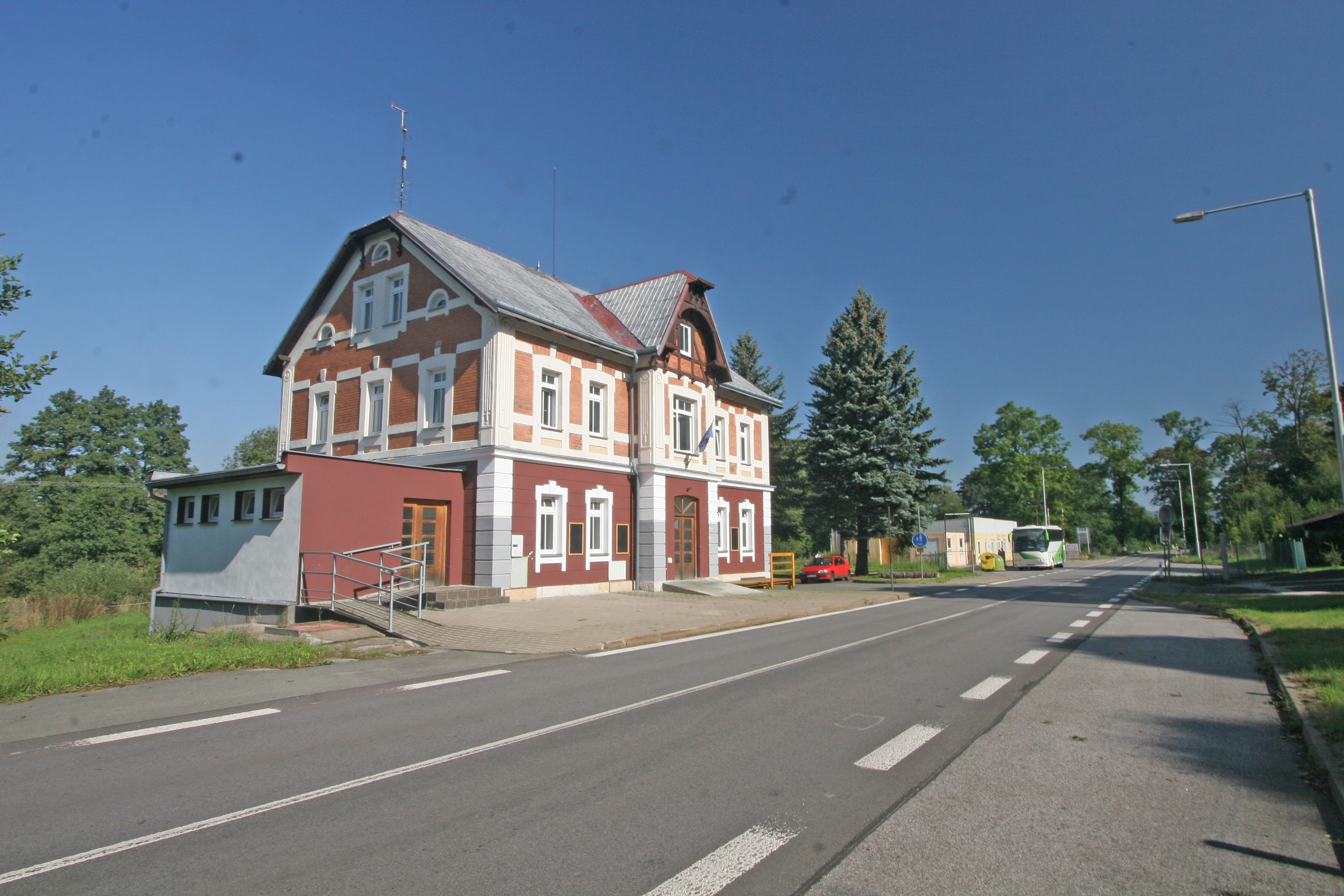
Hraniční přechod Královec-Lubawka